# 修業
| ウィキペディアには「修業」という見出しの百科事典記事はありません（タイトルに「修業」を含むページの一覧/「修業」で始まるページの一覧）。 代わりにウィクショナリーのページ「修業」が役に立つかもしれません。 |